# Kara Saun
Kara Saun é uma estilista estadunidense finalista da primeira temporada do reality show Project Runway, em 2005.